# Petit Verdot

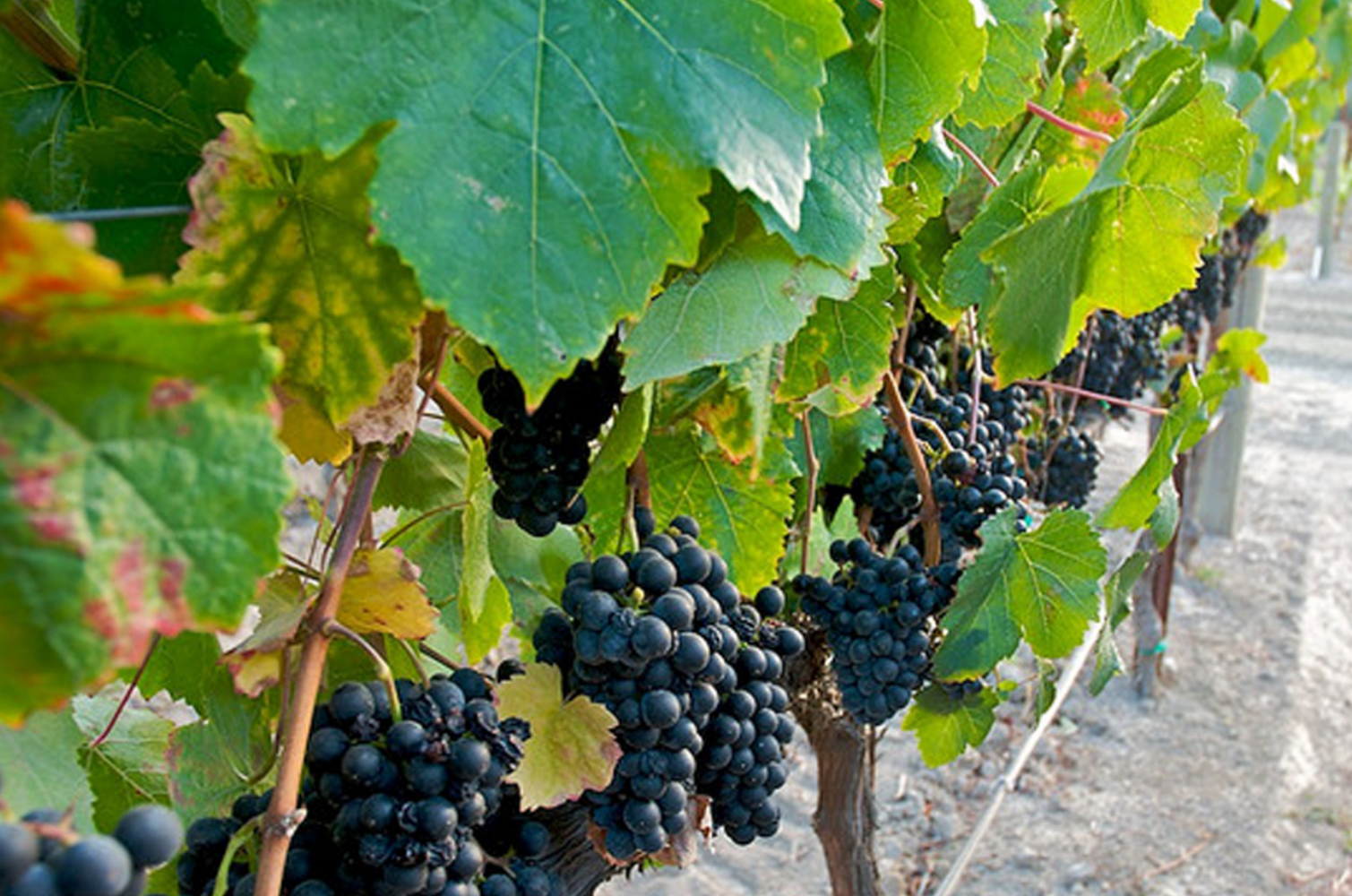
Petit Verdot

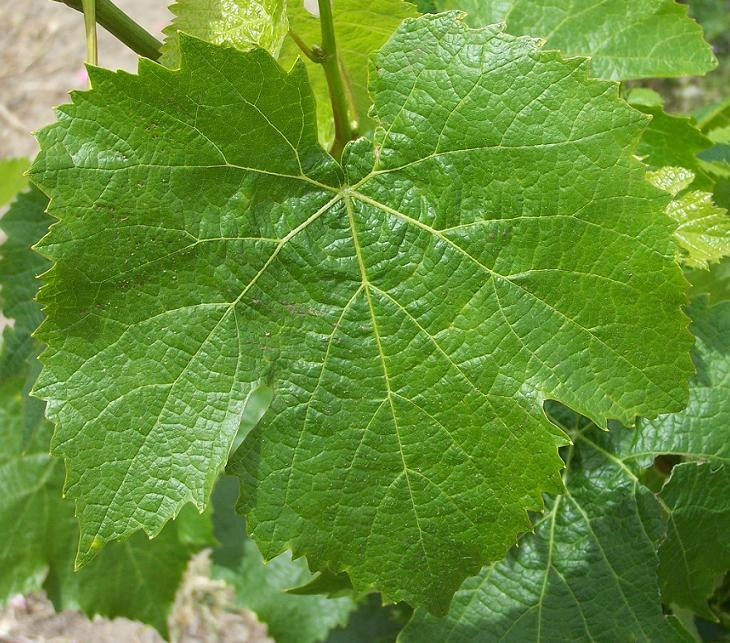
Blatt des Petit Verdot

Petit Verdot (dt. „kleiner Grünling“) ist eine sehr spät reifende Rotweinsorte, die einen tanninreichen und säurehaltigen Wein ergibt.

## Anbaugebiete
Der Petit Verdot wird in manchen Orten des Weinbaugebiets Bordeaux, vor allem im Margaux, in kleinen Teilen der Cuvée hinzugefügt, um dem Wein mehr Stärke und Langlebigkeit zu geben. Ansonsten wird die Rebe vor allem im heißen Südaustralien (z. B. Barossa Valley und Umgebung) angebaut, wo auch sehr kräftige, farbintensive und robuste, manchmal große Rebsortenweine aus ihr gekeltert werden. Kleine Anpflanzungen sind auch in Peru, Chile, Israel, Südafrika, Kalifornien, Neuseeland, Argentinien, Spanien, Portugal, Italien (u. a. Sizilien und Toskana) und der Schweiz bekannt. Von den französischen Anbaugebieten ist noch das Languedoc zu erwähnen.
Hauptanbaugebiete der Rebsorte lag 2016 in Spanien (1.804 ha), USA (1.219 ha), Australien (1.118 ha), Frankreich (870 ha) und Chile (863). Weltweit wurden 8.124 ha Rebfläche erhoben.
Siehe auch die Artikel Weinbau in Frankreich (816 Hektar, Stand 2007,), Weinbau in Australien (1.354 Hektar, Stand 2008), Weinbau in Argentinien, Weinbau in Chile, Weinbau in Südafrika, Weinbau in den Vereinigten Staaten, Weinbau in Neuseeland und Weinbau in der Schweiz sowie die Liste von Rebsorten.

## Abstammung
Autochthone Sorte im Südwesten Frankreichs.
Eine breit angelegte DNA-Analyse ergab, dass der Trousseau eine wahrscheinlich natürliche Kreuzung der Rebsorten Duras und Petit Verdot ist. Eine im Jahr 2007 veröffentlichte Studie legt nahe, dass die weiße Arrufiat genetisch nahe verwandt mit der Rebsortenfamilie der Verdot ist.

## Synonyme
Die Rebsorte Petit Verdot ist auch unter 16 weiteren Namen bekannt: Bonton Blanc, Bouton, Carmelin, Heran, Herrant, Lambrusquet, Lambrusquet Noir, Peti Verdo, Petit Verdau, Petit Verdot, Petit Verdot Nero, Petit Verdot Noir, Plant de Palus, Verdau, Verdot, Verdot Rouge.